# Даос

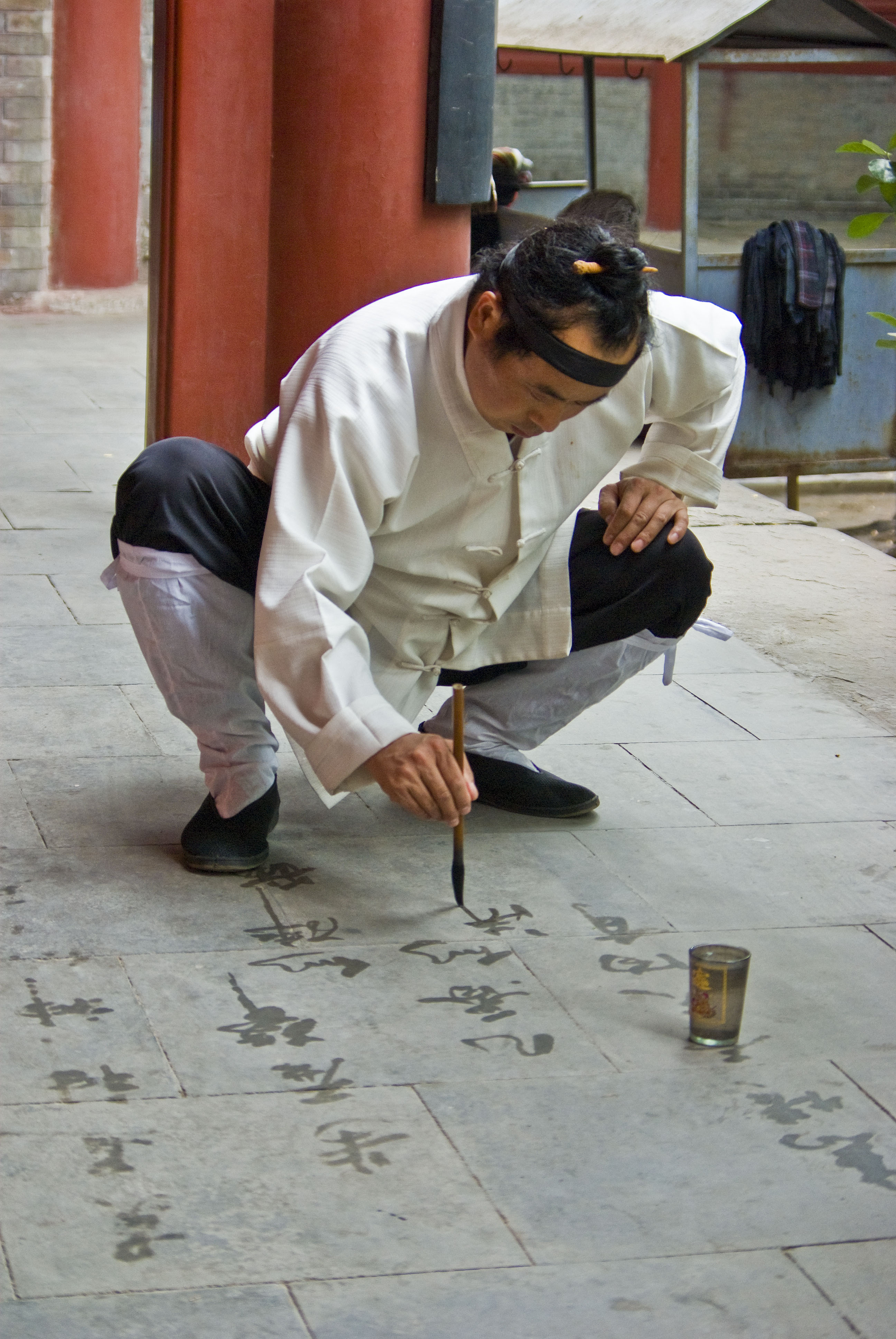
Даосский монах

Даос (кит. 道士, dàoshì; в русский язык попало из южного произношения) — адепт, посвятивший себя даосизму, это может быть отшельник, учитель, настоятель храма, даосский монах (в монастырских школах), член семьи даосов.

## Южный даосизм
В южных немонастырских школах даосизма (например, Школа Небесных Наставников) даосами считают членов семьи настоятелей храма и принадлежность к семье передаётся по наследству, считается что даосы обладают «бессмертными костями», и мастера-даосы получают «свидетельство о бессмертии». Однако критерием также является обладание определёнными реликвиями, включающими в себя тексты литургического содержания. Даосами могут стать также те, кого усыновила даосская семья.
Даосы управляют общиной, которая группируется вокруг храма и докладывает богам о своей деятельности.